# Shōbōgenzō
Shōbōgenzō (jap. 正法眼蔵; deutsch lit.: „Die Schatzkammer des wahren Dharma-Auges“) ist das Hauptwerk des japanischen Zen-Meisters Dōgen, das er im Zeitraum vom August 1231 bis zum Januar 1253 (seinem Todesjahr) verfasste. Das Shōbōgenzō ist die zentrale Schrift für die Anhänger des Sōtō-Zen.
Eine über die Schule des Sōtō-Zen in Japan hinausgehende Bedeutung erlangte die Schrift im 20. Jahrhundert, nachdem der Philosoph Watsuji Tetsurō (1889–1960) sie in seiner 1924 erschienenen Abhandlung Shamon Dōgen (沙門道元; deutsch „der Mönch Dōgen“) als Produkt des „originär japanischen Denkens“ bezeichnet hatte und sie „aus den Fängen der Sekte (des Sōtō-Zen)“ entreißen wollte. In der Folge wurde das in diesem Werk vorgetragene Denken von zahlreichen japanischen Denkern neu beleuchtet.
Typische literarische Stilmittel, die chinesische Intellektuelle der Song-Zeit auszeichnen, wie die Schriften hochgebildeter Adliger in Japan zur gleichen Zeit vermischen sich mit einem eigenen und unverwechselbaren Stil. Die Zitate zeigen die große Bandbreite der Werke, die Dōgen gelesen hat. Es handelt sich dabei um klassische chinesische Literatur von Konfuzius bis zu damals zeitgenössischen Werken, wobei buddhistische Literatur dominiert.

## Bendōwa
Bendōwa' oder der "Diskurs über die Praxis des Weges" ist ein einflussreiches Essay des Zen-Buddhismus in Japan. Es wird unter verschiedenen Titeln übersetzt, darunter, "Verhandlung über den Weg", "Über das Streben nach dem Weg" oder "Ein Gespräch über das Streben nach der Wahrheit".
Das erste Kapitel dient in erster Linie dazu, japanischen Buddhisten Zazen  vorzustellen. Der Zen-Meister Gudo Nishijima, einer der zahlreichen Übersetzer des Textes ins Englische, weist darauf hin, dass Dōgen Bendō oft verwendete, um speziell die Zazen-Praxis zu bezeichnen, obwohl Ben (辨) wörtlich "Verfolgung" und Dō (道) "Weg" oder "Wahrheit" bedeutet. Der Titel kann daher auch als "Eine Rede über die Praxis des Zazen" interpretiert werden. Der erste Teil ist in zwei Abschnitte unterteilt. Im ersten Abschnitt plädiert er für die Vorrangstellung von Zazen vor anderen Formen der buddhistischen Praxis. Im zweiten Abschnitt erläutert er die Bedeutung von ji juyū zanmai 自受用三昧 (oder ji juyū samādhi) und berichtet von seinen Reisen in China.

## Busshō
Busshō, auch als Buddha-Natur bezeichnet, ist das dritte Buch des Shōbōgenzō. Der Titel deutet bereits an, dass es sich um eine Diskussion des Konzepts der Buddha-Natur handelt, in der Dōgen seine einzigartige Sichtweise der Bedeutung des Begriffs darlegt. Während typischerweise die Buddha-Natur als die inhärente Aussicht interpretiert wird, ein Buddha zu werden, oder alternativ als eine Art Lebenskraft in uns, sieht Dōgen in Busshō die Buddha-Natur einfach als konkrete Realität selbst. Dōgen präsentiert diese These in seinem charakteristisch anspruchsvollen Stil, der durch häufige Anspielungen auf und Kommentare zu klassischer Zen-Literatur sowie durch komplexe Wortspiele, die auf kreativen Interpretationen der klassischen chinesischen Satzstruktur beruhen, gekennzeichnet ist.

## Uji – Zeit-Sein
Uji ist das zentrale Kapitel des Shōbōgenzō. Dabei ist es vielleicht von Interesse, dass Dōgen in Uji, einer Vorstadt von Kyōto, geboren wurde und aufwuchs, die vom gleichnamigen Fluss durchflossen wird. Das Essay ist 1240 entstanden und in der Kollektion von Texten, die dann unter dem Namen Shōbōgenzō veröffentlicht wurde, untergekommen. Bis hin zu Vergleichen mit Martin Heideggers 1927 erschienener Schrift Sein und Zeit wurde das Kapitel vielfach interpretiert. Im Grunde entspricht u der Bedeutung von Sein und ji der Bedeutung von Zeit. Manche Interpretationen verhandeln den Terminus uji synonym zum Hier und Jetzt in Oppositionen zu Vorstellungen von Vergangenheit und Zukunft, bzw. Vergangenem und Zukünftigem. Die veränderliche Gegenwart oder Unbeständigkeit ist Thema des Essays. Uji wird oft mit dem japanischen Begriff arutoki in Zusammenhang gebracht, der übersetzt so viel wie aru = manchmal oder zu einer bestimmten Zeit und toki = Zeit heißt. Im umgangssprachlichen Deutschen entspricht das dem poetischen mal mit Zeitbezug und oft zugehöriger Geste. Zeit sei Sein und Sein sei Zeit, so der Ansatz. Manche Dinge existierten nicht etwa in der Zeit, sondern seien selbst Zeit. Derart werden Vorstellungen von Vergangenheit, Gegenwart und Zukunft außer Kraft gesetzt und stattdessen eine Erfahrung der Gegenwärtigkeit, die den Raum mit einbegreift, anstelle einer Gegenwart als messbarem Moment der objektiven Zeit betont. Bei dem Essay handelt es sich um eine deutliche Stellungnahme zugunsten des Zazen, durch dessen Praxis entsprechende Erfahrungen gemacht werden können. Ziel der Meditation ist somit die Erfahrung eines ultimativ kurzen Momentes, der nicht weiter geteilt bzw. ohne Weiteres kommuniziert oder quantifiziert werden kann – eines existentiellen Momentes, existentiellen Daseins.

## Übersetzungen
deutsch
- Dōgen: Shōbōgenzō: ausgewählte Schriften: anders Philosophieren aus dem Zen. Übersetzt, erläutert und hrsg. von Ryōsuke Ōhashi und Rolf Elberfeld. Frommann-Holzboog, Stuttgart 2006 (sorgfältige Auswahlübersetzung mit Erläuterungen; Rezension online; PDF; 66 kB)
- Meister Dōgen: Shobogenzo. Die Schatzkammer des wahren Dharma-Auges. 4 Bände, Kristkeitz, Heidelberg-Leimen 2001–2008 (kommentierte Übersetzung aus dem japanischen Urtext)
- Dogen Zenji: Shōbōgenzō, Der Schatz des wahren Dharma. Gesamtausgabe, übersetzt von Joseph Renner, A. M. Eckstein, Guido Keller. Angkor Verlag, Frankfurt 2008, ISBN 978-3-936018-58-5 (Gesamtausgabe in einem Band, enthält auch die beiden Bände aus dem Theseus Verlag)

englisch
- Nishijima, Gudo Wafa, Chodo Cross (Hrsg.): Master Dogen's Shobogenzo. 4 Bände, Windbell, London 1994–1999
- Nishijima, Gudo, Cross, Chodo; (tr.), Shōbōgenzō, Vol. 1-4, Numata Center for Buddhist Translation and Research, Berkeley 2007–2008, ISBN 978-1-886439-35-1, ISBN 978-1-886439-36-8, ISBN 978-1-886439-37-5, ISBN 978-1-886439-38-2
- Dogen, Thomas Cleary (trans.); Shobogenzo: Zen Essays By Dogen; U. of Hawaii Press, Honolulu 1986; ISBN 0-8248-1014-7.
- Hubert Nearman (tr.): Shôbôgenzô. PDF

- Dogen, Trans. Thomas Cleary; Shobogenzo: Zen Essays By Dogen; U. of Hawaii Press, Honolulu; ISBN 0-8248-1014-7 (1st edition, hardback, 1986).
- Dogen, Trans. Norman Waddell and Masao Abe; The Heart of Dogen's Shobogenzo; SUNY Press, Albany; ISBN 0-7914-5242-5 (1st edition, hardback, 2002).
- Dogen, Trans. Thomas Cleary; Rational Zen: The Mind of Dogen Zenji; Shambhala, Boston; ISBN 0-87773-689-8 (1st edition, hardback, 1992).
- Dogen, Trans. Gudo Wafu Nishijima & Chodo Cross; Master Dogen's Shobogenzo; Windbell Publications, London; ISBN 0-9523002-1-4 (four volumes, paperback, 1994).
- Dogen, Ed. Kazuaki Tanahashi; Moon in a Dewdrop: Writings of Zen Master Dogen; North Point Press, San Francisco; ISBN 0-86547-185-1 (hardback, 1985).
- Yuho Yokoi; Zen Master Dogen; Weatherhill Inc., New York; ISBN 0-8348-0116-7 (6th edition, paperback, 1990)
- Steven Heine; Dogen and the Koan Tradition: A Tale of Two Shobogenzo Texts; SUNY Press, Albany; ISBN 0-7914-1773-5 (1st edition, hardback, 1994)
- Bielefeldt, Carl; Dogen's Manuals of Zen Meditation; University of California Press, Berkeley, Los Angeles, London; ISBN 0-520-06835-1 (paperback, 1988?)
- Dogen, Trans. Shohaku Okumura and Taigen Daniel Leighton, with commentary by Kosho Uchiyama Roshi: The Wholehearted Way; Tuttle Publishing; ISBN 0-8048-3105-X (first edition, paperback, 1997).
- Roshi P. T. N. Houn Jiyu-Kennett; Zen is Eternal Life; Shasta Abbey Press; ISBN 0-930066-06-5 (third edition, paperback, 1987).
- Shobogenzo, or The Treasure House of the Eye of the True Teachings by Great Master Dogen, VOLUME 1 - Translator, Rev. Hubert Nearman, F.O.B.C.; Editor & Consultant, Rev. Daizui MacPhillamy, M.O.B.C.; Shasta Abbey Press; ISBN 0-930066-17-0 (1996)
- Dogen, Trans. Eido Shimano Roshi & Charles Vacher; Shobogenzo Uji; ISBN 2-909422-24-0 (1997); and Shobogenzo Yui Butsu Yo Butsu and Shoji; ISBN 2-909422-37-2 (1999).
- Dogen, Trans. Kosen Nishiyama and John Stevens; Shobogenzo: The Eye and Treasury of the True Law, Volume One; Nakayama Shobo, Tokyo, Japan; ISBN 0-87040-363-X (hardback, 1975). Volume Two; same ISBN (hardback, 1977). Volume Three; same ISBN (hardback, year unknown).